# Cigaritis elwesi
Cigaritis elwesi is een vlinder uit de familie van de Lycaenidae. De wetenschappelijke naam van de soort is voor het eerst gepubliceerd in 1925 door William Harry Evans.
De soort komt voor in India (van Uttarakhand tot in Assam).